# ایم-۵۴ فینیکس
ایم-۵۴ فونیکس یا فینکس (به انگلیسی: AIM-54 Phoenix) موشک هوابه‌هوای دوربُرد از نوع آتش و رها با سرعت ابرصوت است. هدایت این موشک به‌سوی هدف، با روش هدایت راداری فعال انجام می‌شود. بُرد این موشک، حدود ۱۹۰ کیلومتر، حداکثر سرعت ۵ ماخ، وزن ۴۵۰ تا ۴۷۰ کیلوگرم و قطر ۳۸۰ میلی‌متراست. موشک فینیکس در مجموع توانسته‌است حدود هفتاد الی هشتاد فروند هواپیما و تعدادی بالگرد و موشک را ساقط کند و تمامی این شکارها، توسط خلبانان ایرانی، در طول جنگ ایران و عراق، انجام شده‌است (تعداد کل شکارهای تامکت که توسط خلبانانش در مصاحبه‌های گوناگون تأیید شده‌است رقمی بین ۱۶۰ تا ۱۹۰ فروند هواپیما بوده‌است). پس از بازنشسته شدن فینیکس در نیروی دریایی آمریکا، نیروی هوایی ارتش ایران در بازه‌ای تنها استفاده‌کننده از آن بود اما در چند سال اخیر این موشک به دلیل عدم دریافت پشتیبانی و فاسد شدن باتری‌های آن از رده خارج شده است.

## طراحی
طراحی این موشک در اوایل دهه ۱۹۶۰ میلادی برای استفاده در بمب‌افکن‌های جنرال داینمیکس اف-۱۱۱ آغاز شد و در سال ۱۹۷۴ به همراه جنگنده اف-۱۴ وارد نیروی دریایی آمریکا شد. این موشک مشخصا برای شلیک به اهداف از راه دور طراحی شده‌است و در جنگ‌های نزدیک هوابه‌هوا کاربردی ندارد.
سیستم هدایت آن منحصراً برای ارتباط با رادار ای‌ان/ای‌دابلیوجی-۹ شرکت هیوز طراحی شده به‌نحوی که رادار، پس از ردگیری اهداف اطلاعات مرتبط را به موشک‌ها ارسال کرده و خلبان می‌تواند هریک را به‌طرف هدفی شلیک کند.

## کاربرد
هر فروند هواپیمای اف-۱۴ می‌تواند ۶ فروند موشک فونیکس حمل کند (هرچند به دلیل وزن بالای این موشک معمولاً ۲ موشک ایم-۵۴ در کنار ۲ موشک ایم-۷ اسپارو و ۳ ایم۹ سایدوایندر بر روی اف-۱۴ نصب می‌شوند). این موشک با برد مفیدی برابر با ۱۵۰ کیلومتر تنها موشک هوابه‌هوای دوربرد مورد استفاده آمریکا و نخستین سیستم موشکی در جهان بود که توانایی هدایت همزمان موشک‌ها علیه چند هدف را داشت.
این موشک در سال ۲۰۰۴ از خدمت در نیروی دریایی آمریکا خارج و در سال ۲۰۰۶ نیز اف-۱۴ از رده خارج شد.
هم‌اکنون ایران تنها کاربر جنگنده اف-۱۴ و موشک فینیکس است. موشک‌های فینیکس با موشک کوتاه‌بردتر ایم-۱۲۰ آمرام در هواپیماهای اف/آ-۱۸ هورنت و اف/آ-۱۸ سوپرهورنت در نیروی دریایی آمریکا جایگزین شده‌اند. از این میان، تنها جدیدترین نسخهٔ آمرام می‌تواند از نظر میزان بُرد با فینیکس رقابت کند.
فینیکس در اصل برای دفاع از ناوگان‌های جنگی نیروی دریایی آمریکا در مقابل حملهٔ انبوه بمب‌افکنهای پرسرعت و موشک‌های ضدکشتی ساخته شده بود، تهدیدی که با پایان جنگ سرد از میان رفت. پیچیدگی و هزینه بالای استفاده و تعمیر این موشک، کهنگی سیستم الکترونیکی آن و عمر بالای موشک‌ها از دیگر دلایل خروج این سیستم از نیروی دریایی آمریکا بود.

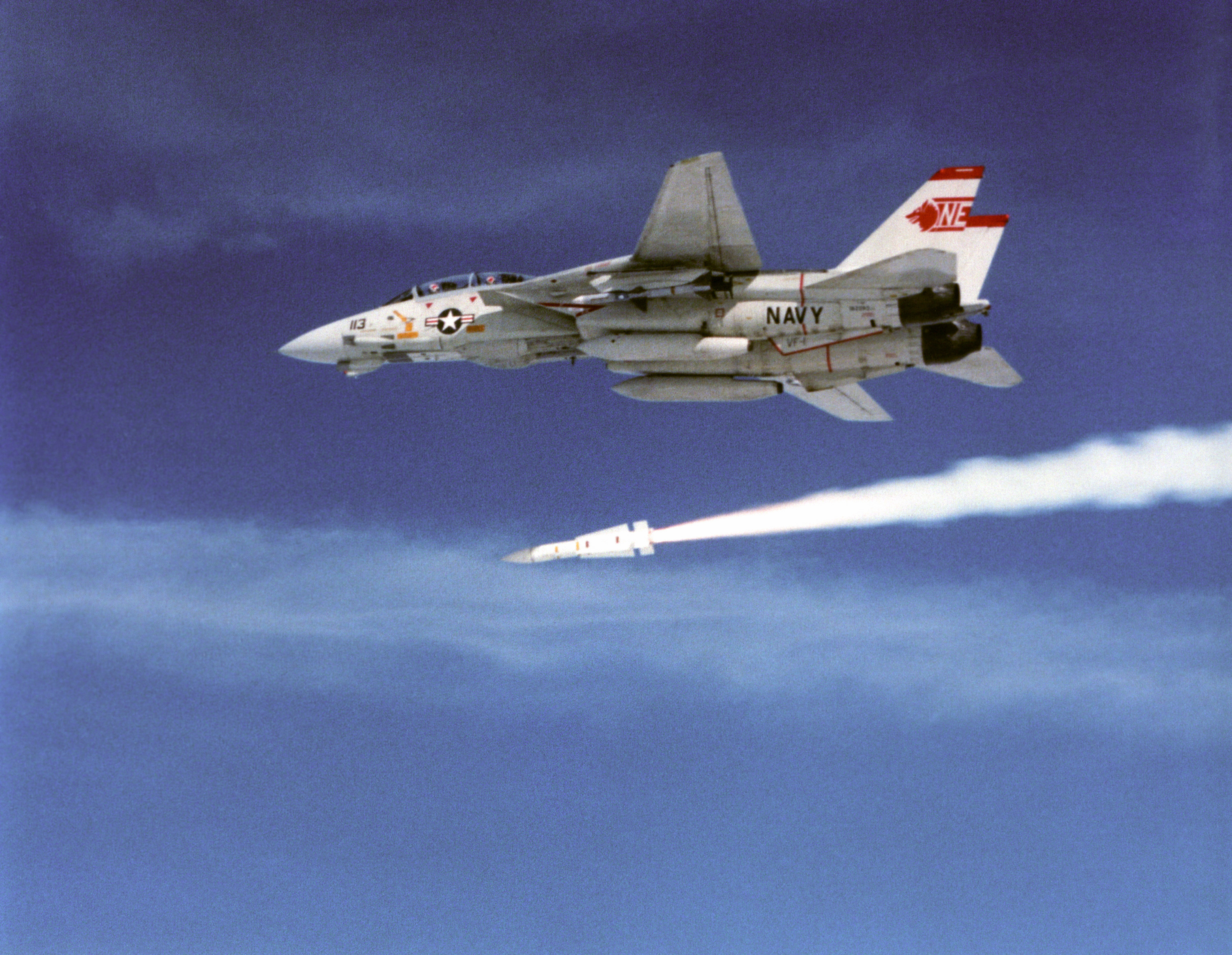
ایم-۵۴ فینیکس لحظاتی پس از پرتاب

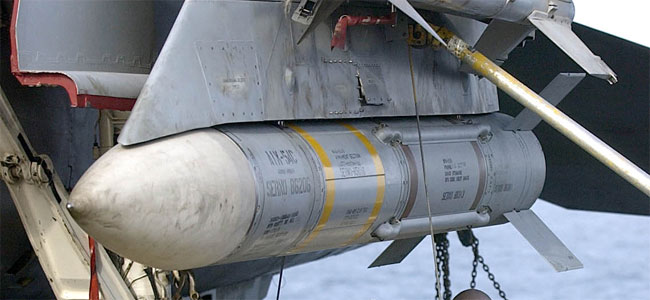
ایم-۵۴ فینیکس نصب شده زیر بال اف-۱۴ (توجه شود که باله‌های جلویی موشک هنوز نصب نشده‌اند.)

## در نیروی هوایی ایران

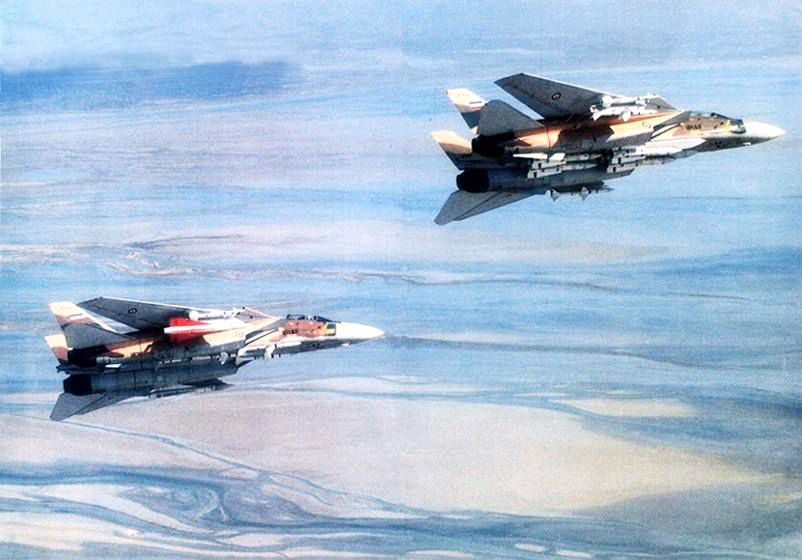
اف-۱۴های ایرانی، مسلح به چند موشک از جمله فینیکس (۱۹۸۶)

ایران تنها خریدار این موشک و جنگندهٔ اف-۱۴ بود. ۴۲۴ موشک فینیکس در قراردادی به ارزش حدود ۱۵۰ میلیون دلار در سال ۱۹۷۴ به آمریکا سفارش داده شد که ۲۸۵ فروند از آن تحویل داده شد. گسترده‌ترین کاربرد جنگی این موشک در جریان جنگ ایران و عراق بود. این موشک یکی از برگ‌های برندهٔ ایران در مقابل جنگنده‌های عراقی بود.
استفاده از این موشک در یک نبرد هوایی منجر به پیروزی یک اف۱۴ در مقابل سه جنگندهٔ عراقی شد. با این وجود در طول جنگ ایران و عراق به‌دلیل کم‌بودن تعداد این موشک‌ها در نبردها سعی می‌شد که بیشتر از موشک‌های ارزان‌تر مثل ایم-۷ اسپارو و ایم-۹ استفاده شود و در نهایت تعداد موشک‌های باقی‌مانده به دلیل کهنگی قطعات از خدمت عملیاتی خارج شده و صرفاً جنبهٔ نمایشی پیدا کردند.
گفته می‌شود عمده مشکل موشک فینیکس در ایران فاسد شدن باتری یون‌لیتیم آن بوده است.
جمهوری اسلامی ادعا کرده‌است که با مهندسی معکوس توانسته است نمونه ایرانی موشک فینیکس را با نام فکور-۹۰ بسازد.

## نسخه‌ها
AIM-54A
مدل اولیه که در ۱۹۷۴ در نیروی دریایی ایالات متحده عملیاتی شد. موشک‌های ارسالی به ایران نیز از همین نسخه بودند.
AIM-54B
مدل بی، نسخه‌ای با ساختار ساده و بدون سیستم خنک‌کننده بود و تنها ۷ نمونهٔ آزمایشی از این نسخه ساخته شد. تولید این نسخه، به‌دلیل «مقرون به صرفه نبودن» لغو شد و وارد تولید انبوه نشد.
AIM-54C
مدل سی، نسخه‌ای بهبودیافته بود که به‌جای سیستم آنالوگ در مدل اِی، دارای سیستم الکترونیک دیجیتال بود. این نسخه، توانایی بهتری برای سرنگونی موشک‌های ضدکشتی در ارتفاع پایین و بالا داشت و در سال ۱۹۸۶ وارد خدمت شد.
AIM-54 ECCM/sealed round
این مدل، توانایی بیشتری برای مقابله و انجام اقدامات متقابل الکترونیکی در نبرد با هواپیماهای متخاصم داشت. این نسخه، در طول پرواز به مایع خنک‌کننده نیاز نداشت و به‌همین دلیل، اف-۱۴های حامل این نسخه، نمی‌توانستند که از یک سرعت هوایی مشخص‌شده تجاوز کنند. این نسخه، از ۱۹۸۸ وارد خدمت عملیاتی شد.